# Einsatz in Hamburg – Die letzte Prüfung
Die letzte Prüfung ist ein deutscher Fernsehfilm von Stephan Wagner aus dem Jahr 2007. Es handelt sich um die neunte Episode der ZDF-Kriminalfilmreihe Einsatz in Hamburg.

## Handlung
Der junge Jurastudent Nils Steenberg bekommt sein Erbe laut dem Testament seines verstorbenen Onkels erst dann, wenn er das zweite Juristische Staatsexamen bestanden hat, was sich aufgrund seiner Prüfungsangst als schwierig erweist. Sein Bruder Morton will ihm helfen, indem er die Prüfung für ihn absolviert. Für ihn selbst steht beim möglichen Verlust des Erbes seine gesamte berufliche Existenz auf dem Spiel. Als Nils seinen Bruder nach der Prüfung abholen will, ist er beim Autofahren abgelenkt, fährt einen Passanten an und begeht Fahrerflucht. Nachdem das Opfer, ein ehemaliger Kommissar, seinen Verletzungen erliegt, nehmen Kommissarin Jenny Berlin und ihr Team die Ermittlungen auf. Anfangs ist nicht auszuschließen, dass Absicht vorliegt, da das Opfer als Drogenermittler nicht nur Freunde gehabt haben dürfte.
Zeugenaussagen und Lackspuren grenzen den Autotyp ein, sodass nur drei Kandidaten zur Überprüfung bleiben. Im Hause Steenberg werden sie freundlich empfangen und erfahren, dass deren Fahrzeug angeblich gegen Mittag gestohlen worden sei. Die Fahndung führt zu dem Autoschieberring von Klaus Poschmann, der vor Jahren mit dem Unfallopfer juristisch zu tun hatte. Somit erhärtet sich der Verdacht eines Racheaktes. Poschmann wird festgenommen, doch wenig später erscheint dessen Anwalt mit einem jungen Mann, der ein Geständnis ablegt den Unfall verursacht zu haben. Für des Team um Jenny Berlin steht fest, dass dies nicht stimmt und so legen sie den Fall nicht gleich zu den Akten. Aufgrund der Schilderungen des angeblichen Unfallverursachers zum Ablauf des Autodiebstahls ist offensichtlich, dass der Mann nicht der Täter ist. Er widerruft daraufhin sein Geständnis und erklärt zu der Aussage erpresst worden zu sein. Man würde sonst seine Familie töten.
Klaus Poschmann versucht derweil Kapital aus seinem, Wissen zu schlagen und erpresst 250.000 Euro von Nils Steenberg. Um seiner Forderung Nachdruck zu verleihen, überfällt er nachts Steenbergs Frau, während ihr Mann nicht zu Hause ist. Im Handgemenge kann Dora Steenberg den Angreifer niederschlagen. Er wird wenig später tot in der Stadt aufgefunden. Berlin und Brehm vermuten sofort einen Zusammenhang zu ihrem Fall. Tierhaare an der Kleidung von Poschmann führen unmittelbar zum Hause Steenberg. Die Recherche über die Erbschaftsmodalitäten von Nils Steenberg bringen den Betrug der Steenberg-Brüder zutage. Somit platzt nicht nur Nils Steenbergs Alibi, auch seinem Bruder kann der Mord an Porschmann nachgewiesen werden. Als Nils seinem Bruder mitteilt, dass er sich der Polizei stellen wird, erschießt sich Morton.

## Hintergrund
Die Dreharbeiten erstreckten sich vom 25. Oktober 2006 bis zum 7. Dezember 2006. Es wurde in Hamburg und Umgebung gedreht. Der Film wurde am 22. September 2007 um 20:15 Uhr im ZDF erstausgestrahlt.

## Kritik
Tilmann P. Gangloff wertete für tittelbach.tv: „Krimi-Fans hassen es, wenn man ihnen verrät, wer der Mörder ist. Aber manchmal kann es auch ganz reizvoll sein, den Ermittlern dabei zuzuschauen, wie sie sich auf völlig falschen Fährten verrennen. Die Spannung entsteht so auf gleich zwei Ebenen: hier die Polizisten, die im Dunkeln tappen; dort die Ganoven, die sich in Sicherheit wiegen, weil ihnen ein vermeintlich perfektes Verbrechen gelungen ist. Stephan Wagner erweitert seine komplexe Geschichte noch um eine dritte Ebene, und er verknüpft alle drei meisterlich miteinander.“ Ansonsten eine „raffiniert (über)konstruierte Krimihandlung.“
Die Fernsehzeitschrift TV Spielfilm vergab an den Film die bestmögliche Wertung, einen Daumen nach oben. Sie konstatierte: „Wie der Täter überführt wird, ist dem stimmig inszenierten, angenehm lebensechten Trip in die „feinen Kreise“ wichtiger als das übliche ‚Wer war’s?‘“. Das Fazit lautete: „Gratulation! Sie haben bestanden!“.

## Auszeichnungen
Die letzte Prüfung war 2007 für die Wettbewerbe des Fernsehfilmfestivals Baden-Baden nominiert und gewann dort den 3sat-Zuschauerpreis.